# ولدیمار پولسین
ولدیمار پولسین (به انگلیسی: Valdemar Poulsen)؛ (۲۳ نوامبر ۱۸۶۹ در کپنهاگ – ۲۳ ژوئیه ۱۹۴۲ در گنتافته) یک فیزیک‌دان و مهندس اهل دانمارک بود که سهم قابل توجهی در پیدایش اولیه فناوری رادیو داشت. او در سال ۱۸۹۸ یک ضبط مغناطیسی مفتولی به نام تلگرافون (به انگلیسی: telegraphone) را تکمیل کرد و جرقه پولسین اولین موج پیوسته فرستنده رادیویی را در سال ۱۹۰۳ ساخت که در برخی از اولین ایستگاه‌های رادیویی تا اوایل دهه ۱۹۲۰ استفاده می‌شد.

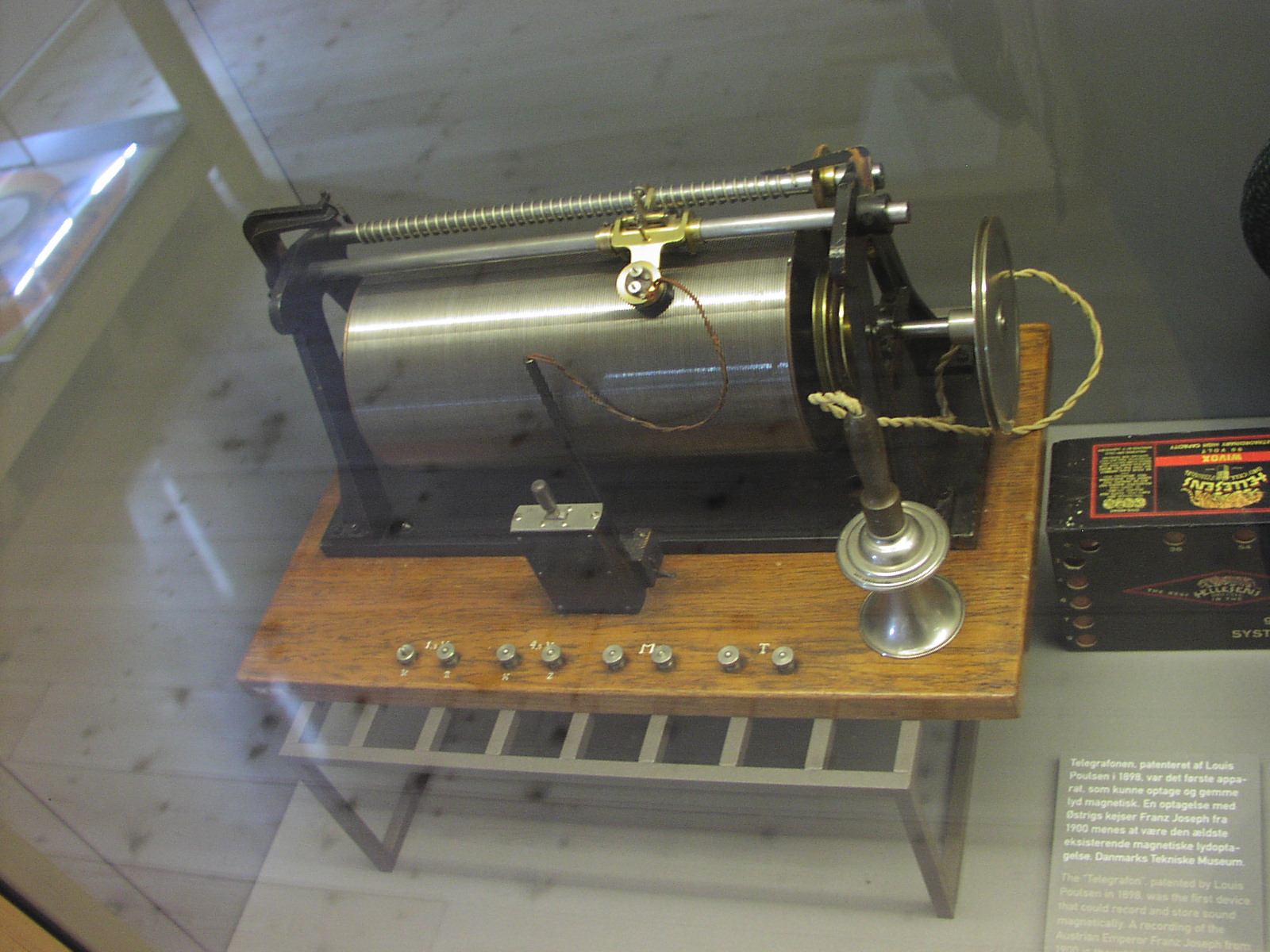
ضبط مغناطیسی مفتولی پولسین